# Lucius Papirius Praetextatus
Lucius Papirius Praetextatus war ein dem Geschlecht der Papirier entstammender Politiker in der antiken römischen Republik. Im Jahr 272 v. Chr. bekleidete er das Amt eines Censors und starb in diesem seinem Amtsjahr.
Über sein Leben ist wenig bekannt. Aus seiner Kinderzeit wird eine Anekdote berichtet, in der auch die Herkunft des Cognomens erklärt wird: Der junge Lucius, bekleidet mit der toga praetexta, also noch nicht volljährig, durfte, wie damals noch üblich, als Sohn eines Senators den Vater in die Curia Hostilia begleiten. Weil in der betreffenden Senatssitzung ein Tagesordnungspunkt nicht abschließend behandelt werden konnte, wurde dieser vertagt mit der Auflage an die Anwesenden, bis zum endgültigen Beschluss Stillschweigen zu wahren. Aber die Mutter des Lucius war neugierig und fragte den Sohn aus, dieser schwieg tapfer, die Angelegenheit eskalierte und schließlich wurde die Mutter gewalttätig. Da nahm der Junge zu einer Lüge Zuflucht. Es sei darum gegangen, was vorteilhafter sei, ob ein Mann zwei Frauen haben solle oder eine Frau zwei Männer. Alarmiert setzte sie nun die anderen Frauen davon in Kenntnis, mit dem Erfolg, dass sie am andern Tag in Scharen vor dem Senatsgebäude erschienen und die Senatoren bestürmten, es sei besser, wenn eine Frau zwei Männer habe, als umgekehrt. Die Senatoren waren sprachlos, bis Lucius sie aufklärte. Sie bewunderten seine Zuverlässigkeit und Klugheit und beschlossen, dass fortan außer Lucius keine Kinder mehr in die Curia zugelassen werden dürften. Später sei diesem Lucius Papirius ehrenhalber das Cognomen Praetextatus zuerkannt worden wegen seiner Klugheit im Alter eines Kindes mit der Toga praetexta.
Die vergeblichen von der Mutter bezogenen Prügel machte als vapula Papyria Erasmus von Rotterdam, wenn auch mit unrichtiger Erklärung, sprichwörtlich.
Auf Lucius Papirius Praetextatus als Censor und auf seinen Amtskollegen Manius Curius Dentatus geht der Beginn des Baus der zweiten Wasserleitung Roms, des Anio Vetus, zurück.